# John Forster
John Forster (Newcastle upon Tyne, 2 april 1812) - Londen, 2 februari 1876) was een Engelse literaire criticus en biograaf. Zijn bekendste werk is een biografie van Charles Dickens.

## Leven
Forster werd geboren in Newcastle upon Tyne in een unitarische familie. Zijn vader was veehandelaar. Na zijn opleiding aan de plaatselijke grammar school ging hij in 1828 naar de Universiteit van Cambridge, maar daar hield hij het maar een maand uit. Hij vertrok naar Londen, waar hij colleges volgde aan het University College en bij de Inner Temple een praktijkopleiding tot advocaat volgde. In 1843 werd hij inderdaad toegelaten tot de balie, maar hij trad nooit op als praktiserend advocaat.
Forster was vooral geïnteresseerd in de journalistiek en de literatuur. Hij droeg artikelen bij aan diverse kranten en tijdschriften, waaronder The True Sun, The Morning Chronicle en The Examiner. Aan alle drie deze kranten was hij verbonden als literair criticus en toneelrecensent. Hij begon aan een lange reeks biografieën van Britse staatslieden en schreef ook een aantal boeken over gebeurtenissen in de Britse geschiedenis, zoals het conflict van Karel I van Engeland met het Lagerhuis in 1642. Forster was als redacteur verbonden aan de Foreign Quarterly Review. Na het vertrek van Charles Dickens in 1846 nam hij diens functie als hoofdredacteur van The Daily News over, maar in het volgende jaar vertrok hij naar The Examiner, waar hij hoofdredacteur bleef tot in 1856. Vanaf 1836 droeg hij bij aan de Edinburgh Quarterly Review. Een deel van zijn bijdragen aan de Foreign en de Edinburgh Quarterly Review is gebundeld in de twee delen Biographical and Historical Essays (1858).
Forster verwierf zich al spoedig een plaats in de Britse literaire wereld en raakte bevriend met James Henry Leigh Hunt, Edward Bulwer-Lytton, Walter Savage Landor, Robert Browning, Thomas Carlyle, Charles Lamb en Charles Dickens. Met William Makepeace Thackeray kon hij echter niet overweg. Vooral met Dickens ontwikkelde hij een hechte vriendschap. Forster las en bekritiseerde Dickens' manuscripten en onderhandelde namens hem met uitgevers. Hij stelde in 1858 zelfs het convenant op dat de scheiding van tafel en bed tussen Charles en Catherine Dickens regelde.  Al in 1848 besloot Dickens dat Forster zijn biograaf zou worden en liet hij zich langdurig door Forster interviewen over zijn leven.
In 1855 werd Forster benoemd tot secretaris van de Commissioners in Lunacy, een orgaan dat toezicht hield op de behandeling van psychiatrische patiënten. Tussen 1861 en 1872 was hijzelf een van de Commissioners.
Forster overleed op 2 februari 1876 in Londen. Hij werd begraven op de begraafplaats van Kensal Green. Forster bezat een grote verzameling manuscripten, waaronder originele handschriften van de romans van Dickens, bovendien 122 schilderijen en een groot aantal prenten, onder andere van Leonardo da Vinci en George Cruikshank, naast meer dan 18.000 boeken. Hij liet deze collectie na aan het Victoria and Albert Museum.

## Privéleven
Forster verloofde zich in 1835 met de tien jaar oudere dichteres Letitia Elizabeth Landon, maar zij verbrak de verloving toen hij vragen begon te stellen over haar affaires met andere mannen. In 1856 trouwde hij met Eliza Ann Crosbie, de weduwe van de uitgever Henry Colburn.

## Werk
Forster schreef een toneelstuk en een gedichtenbundel, maar zijn reputatie berust uitsluitend op zijn werk als historicus en biograaf. Hij publiceerde zeven delen met Lives of Eminent British Statesmen en twee delen met Biographical and Historical Essays. Op het terrein van de literatuur publiceerde hij biografieën over Oliver Goldsmith, Jonathan Swift (alleen een eerste deel verscheen; Forster liet bij zijn dood aantekeningen voor een tweede deel achter) en zijn vrienden Walter Savage Landor en Charles Dickens.
De biografie van Charles Dickens is zijn bekendste boek. Forster was een intieme vriend van Dickens en beschikte over veel materiaal. Hij beschreef als eerste diens armoedige jeugd en de relatie tot zijn ouders. Latere critici hebben niet nagelaten erop te wijzen dat Forster ook veel wegliet, zoals de slechte relatie van Dickens met zijn vrouw en het bestaan van Dickens' maîtresse Ellen Ternan. Toch is het boek altijd in druk gebleven en wordt het nog steeds gewaardeerd.
Forster verzorgde ook uitgaven van het werk van o.a. William Shakespeare en John Evelyn.

### Een selectie uit Forsters boeken
- Lives of Eminent British Statesmen (1831-1834, 7 delen)
- A Treatise on the Popular Progress in English History (1840)
- The Debates on the Grand Remonstrance (1841)
- The Life and Times of Oliver Goldsmith (1848, 2 delen)
- Biographical and Historical Essays (1858, 2 delen)
- Arrest Of the Five Members By Charles the First: A Chapter of English History Rewritten (1860)
- Oliver Cromwell, Daniel De Foe, Sir Richard Steele, Charles Churchill, Samuel Foote: Biographical Essays (1860)
- Sir John Eliot: A Biography 1592 to 1632 (1864, 2 delen)
- Walter Savage Landor, a Biography (1869, 2 delen)
- The Life Of Charles Dickens (1871-1874, 3 delen)
- The Life Of Jonathan Swift (1875, onvoltooid)

The Life Of Charles Dickens is als Het leven van Charles Dickens (2 delen) in een ingekorte Nederlandse vertaling door A. Bogaerts verschenen in de Prisma-pocketreeks met de verzamelde werken van Dickens die Uitgeverij Het Spectrum in het begin van de jaren vijftig van de 20e eeuw op de markt bracht.